# Józef Zapędzki
Józef Zapędzki (n. 11 martie 1929, Kazimierówka⁠(d), Gmina Łazy⁠(d), Zawiercie County⁠(d), Polonia – d. 15 februarie 2022, Wrocław, Polonia) a fost un trăgător de tir ce a reprezentat Polonia, medaliat olimpic. A participat la 5 ediții ale Jocurilor Olimpice (1964, 1968, 1972, 1976, 1980) în care a câștigat două medalii de aur.